# المحجر بيت عيد (الطويلة)

تعديل مصدري - تعديل

المحجر بيت عيد هي إحدى قرى عزلة الزبيح بمديرية الطويلة التابعة لمحافظة المحويت، بلغ تعداد سكانها 217 نسمة حسب تعداد اليمن لعام 2004.